# Distephanus
Distephanus é um género botânico pertencente à família Asteraceae.
Contém as seguintes espécies:
- Distephanus qazmi